# Гридино (Рыбинский район)
Гри́дино — деревня в Михайловском сельском округе Волжского сельского поселения Рыбинского района Ярославской области.
Деревня расположена на левом берегу реки Иода. Деревня стоит выше по течению центра сельского округа села Михайловского. Автомобильная дорога от Михайловского на Александрову Пустынь на этом участке проходит по прямой на деревню Бесово в стороне от берега реки, примерно в 2 км западнее деревни Гридино. По берегу Иоды идёт просёлочная дорога, связывающая стоящие по реке деревни Юркино, Мальинское, Брыково, Гридино, Мокеевское и выходящая на автомобильную дорогу в Бесово. При этом деревня Брыково расположена в непосредственной близости к Гридино. В окрестностях деревни в основном сельскохозяйственные земли, перемежающиеся небольшими перелесками. На противоположном берегу Иоды стоит деревня Борисовское, а на расстоянии около 3 км к востоку проходит железная дорога Рыбинск—Ярославль и расположена станция Торопово.
Деревня Гридина указана на плане Генерального межевания Рыбинского уезда 1792 года. На топокарте 1941 года деревня указана под названием Гриденье.
На 1 января 2007 года в деревне числилось 11 постоянных жителей. Почтовое отделение, расположенное в селе Михайловское, обслуживает в деревне 5 домов.